# Dragsgaard
Dragsgaard er en gammel sædegård, som nævnes første gang i 1422. Gården ligger i Bælum Sogn, Hellum Herred, Ålborg Amt, Rebild Kommune. Hovedbygningen er opført i 1850
Dragsgaard er på 397,5 hektar med Smidie Brogaard, Brøndumgaard, Bavnsbo & Solbjerg Enge og forpagter 101 ha.

## Ejere af Dragsgaard
- (1404-1437) Nis Ovesen
- (1437-1460) Viborg Bispestol
- (1460-1488) Anders Stifeld
- (1488-1490) Margrethe Andersdatter Stifeld gift Prip
- (1490-1495) Jørgen Prip
- (1495-1499) Margrethe Andersdatter Stifeld gift Prip
- (1499-1509) Jep Kalf
- (1509-1518) Anders Bjørn
- (1518-1524) Jacob Andersen Bjørn
- (1524-1562) Anders Jacobsen Bjørn
- (1562-1578) Jens Kaas
- (1578-1581) Bjørn Jensen Kaas
- (1581-1623) Erik Bjørnsen Kaas
- (1623-1625) Anne Krabbe gift Kaas
- (1625-1635) Falk Gjøe
- (1635-1652) Palle Rodsteen
- (1652-1655) Ingeborg Albertsdatter Skeel gift (1) Dyre (2) Rodsteen
- (1655-1661) Anne Clausdatter Dyre gift Urne / Ingeborg Pallesdatter Rodsteen
- (1661) Anne Folmersdatter Urne gift von Deden
- (1661-1703) Hartvig Otto Petersen von Deden
- (1703-1717) Anne Folmersdatter Urne gift von Deden
- (1717-1750) Claus Jørgen Hartvigsen von Deden
- (1750-1767) Harboe Lassen Meulengracht
- (1767-1773) Laurids Johannes Jelstrup
- (1773-1798) Jens Jørgen Fædder
- (1798-1799) Jens Jørgen Fædders dødsbo
- (1799-1801) Hans Gundorph
- (1801-1803) Cecilie Bødker gift Gundorph
- (1803) Maren Gundorph gift Glud (datter)
- (1803-1850) Hans Juul Glud (svigersøn)
- (1850-1898) Hans Julius Marinus Nicolaus Hansen Glud (søn)
- (1898-1911) Hans Peter Hansen Glud (søn)
- (1911-1922) P. A. Bache
- (1922-1977) Kjeld Bierberg Hjorth
- (1977-1989) Jens Christian Hjorth (søn)
- (1989-1998) Jens Christian Hjorth / Niels Hjorth (søn)
- (1998-2017) Niels Hjorth
- (2017-) Susanne Ida Ramshart Lindegaard Hjorth